# Quai Voltaire (maison d'édition)
Quai Voltaire est une maison d'édition française fondée à Paris en 1987, devenue également le nom d'une revue en 1991, désormais une marque des éditions de La Table ronde depuis 1998.

## Histoire
Au printemps 1986, le notaire parisien Gérard Voitey, un proche de Floriana, veuve de Gérard Lebovici, contacte l'écrivain Daniel Rondeau, ancien responsable du cahier livres du quotidien Libération pour fonder une maison d'édition. Rondeau lui suggère d'embaucher Patrick Mauriès, qui était passé par la revue de Franco Maria Ricci et éditeur lui-même de la revue Le Promeneur, pour s'occuper du domaine étranger.
En avril 1987, naît la maison d'édition, baptisée « Quai Voltaire » : ce nom provient de l'adresse de l'étude notariale située au 5 quai Voltaire dans le 7e arrondissement de Paris. Le logo de la maison représente la silhouette d'un homme du XVIIIe siècle lisant en pantoufles, assis dans un fauteuil, décliné sur une couverture adoptant, en fonction des domaines, différents tons de bleu pastel. Les éditions Gallimard via leur filiale de distribution, la Sodis, se charge de présenter les ouvrages aux libraires.
Pour saluer cette nouvelle maison, Antoine Blondin leur concocte un texte inédit, intitulé O.K. Voltaire, édité sous la forme d'une plaquette hors-commerce.
Le programme lancé par Rondeau et Mauriès, se compose d'écrivains français et étrangers, principalement contemporains, mélange de romans, nouvelles, récits de voyage, et études littéraires. Les premiers titres publiés en 1987, une dizaine, sont Quelques cafés italiens (P. Mauriès), La Gloire de Stendhal (présenté par Roger Stéphane), Le Lycéen (Bayon), Tanger (D. Rondeau), Brève vie de Katherine Mansfield (Pietro Citati), En Russie (Olivier Rolin), L'Ombre d'une présence (William Mode Spackman), Dawn Powell, la romancière américaine par excellence (Gore Vidal), Le Prince de Palagonia, monstres, songes et métamorphoses d'un personnage (Macchia Giovanni), Réveillon à Tanger (Paul Bowles). Le succès de Bowles, que Quai Voltaire va publier plusieurs fois, attire l'attention de la presse autour de la jeune maison, qui impose bientôt une image à la fois élégante et ouverte sur le monde, cosmopolite, et finalement assez exigeante. Par la suite, Quai Voltaire se signale en publiant, entre autres, des traductions de romans d'Evelyn Waugh.
Le jeune Jean-Marc Parisis y lance la collection « La Désinvolture » jusqu'en 1989.
En 1988, alors que Quai Voltaire est rattaché à un groupe de maisons d'éditions nommé Isola, également dirigé par Voitey, Patrick Mauriès va y développer sa propre marque, « Le Promeneur », une collection qui rejoindra Gallimard en février 1991.
En 1989, L'Iconoclaste d'Alain Nadaud reçoit le prix Francophonie de l'Union des éditeurs de langue française et La Ligne de front de Jean Rolin, les prix Valery-Larbaud et prix Albert-Londres.
En 1990, Quai Voltaire et Isola sont fusionnées sous une nouvelle entité appelée Edima, en plus de trois autres marques.
Fin 1991, Marc Maumon et Alain Nadaud, assisté de Jean-Philippe Domecq au secrétariat, lancent une revue littéraire quadrimestrielle appelée Quai Voltaire qui connaîtra 12 livraisons jusqu'à l'automne 1994. Le comité de rédaction de la revue comprenait initialement François Bon, Pierre Michon, Frédéric Valabrègue, Marie Redonnet et Michel Drouin. Le numéro inaugural propose un dossier sur « les grands échecs littéraires » et annonce dans son éditorial que la revue « a pour objet de favoriser la réflexion d'une génération d'écrivains que la situation de la littérature d'aujourd'hui rend perplexes. Elle répond à la nécessité qu'ils ressentent d'avoir enfin un lieu où pouvoir poser la question de cette perplexité. Elle souhaite à la fois intervenir dans l'actualité littéraire de ce temps — soit pour en souligner les aspects positifs soit pour en dénoncer la confusion — et aborder un certain nombre de problèmes littéraires sur le fond ».
Le 3 décembre 1994, le corps de Gérard Voitey est retrouvé mort en forêt de Chantilly, le notaire s'est suicidé. Onze mois plus tôt, il s'était porté acquéreur de la majorité du capital des éditions de La Table ronde, pour la somme de 6 millions de francs.
Le 17 janvier 1995, Quai Voltaire dépose le bilan.
En 1998, « Quai Voltaire » devient une marque des éditions de La Table ronde, puisque Gallimard a, entre-temps, racheté les catalogues des deux maisons. Marie-Thérèse Caloni, décédée en 2006, prend en charge la marque en développant de nouvelles traductions de textes étrangers. Depuis une dizaine d'années, est aussi apparue la collection « Le Petit Quai Voltaire ». Tous les ouvrages de cette collection sont des auteurs étrangers publiés sous la maquette bleue originale, placés désormais sous la direction d'Alice Déon.